# Isolia striatitergitis
Isolia striatitergitis är en stekelart som beskrevs av Szabó 1962. Isolia striatitergitis ingår i släktet Isolia och familjen gallmyggesteklar. Inga underarter finns listade i Catalogue of Life.